# Argyrogrammana perone
Argyrogrammana perone är en fjärilsart som beskrevs av John Obadiah Westwood 1847. Argyrogrammana perone ingår i släktet Argyrogrammana och familjen Riodinidae. Inga underarter finns listade i Catalogue of Life.